# Ambulyx sumatranus
Ambulyx sumatranus är en fjärilsart som beskrevs av Rothschild 1920. Ambulyx sumatranus ingår i släktet Ambulyx och familjen svärmare. Inga underarter finns listade i Catalogue of Life.